# Wellington (Nevada)
Wellington (também conhecida como Wellingtons ou Wellingtons Station) é uma comunidade não incorporada no condado de Lyon, no estado do Nevada, Estados Unidos.Está ligada à State Route 208, a sudoeste da cidade de Yerington, a sede do condado de Lyon.  Fica situada a uma altitude de 1.474 metros.  Em 2009 tinha uma população de 1103 habitantes e tinha estação de correios com o código zip de  89444, uma clínica médica, com serviços dentários, uma mercearia com um posto de gasolina, uma escola pública (K-12), uma sociedade histórica de um departamento de bombeiros voluntários dentro dos limites da vila. Existem três igrejas protestantes situadas próximas da vila. Não existem indústrias ou escritórios. Fica situada na região censitária de Smith Valley para a qual serve vários serviços e fica muito próximo da vila de Smith. 